# Mikałaj Korbut
Mikałaj Piatrowicz Korbut (biał. Мікалай Пятровіч Корбут; ros. Николай Петрович Корбут, Nikołaj Pietrowicz Korbut; ur. 1 listopada 1948) – białoruski ekonomista i polityk, w latach 1997–2008 minister finansów Republiki Białorusi.

## Życiorys
Urodził się 1 listopada 1948 roku we wsi Gutnica, w rejonie słuckim obwodu mińskiego Białoruskiej SRR, ZSRR. W latach 1963–1966 uczył się w Mińskim Technikum Finansowym. W 1977 roku ukończył Białoruski Państwowy Instytut Gospodarki Narodowej im. Kujbyszewa, uzyskując wykształcenie ekonomisty.
W latach 1966–1969 pracował jako ekonomista ds. dochodów państwowych Lubańskiego Rejonowego Wydziału Finansowego. W latach 1968–1969 był starszym ekonomistą ds. dochodów państwowych Berezyńskiego Rejonowego Wydziału Finansowego. W latach 1969–1970 pełnił funkcję starszego ekonomisty, rewizora-inspektora dochodów państwowych Mińskiego Obwodowego Wydziału Finansowego. W latach 1970–1972 odbył służbę wojskową jako pisarz w jednostce Armii Radzieckiej Nr 44510 w Pińsku. W latach 1972–1980 pracował jako starszy ekonomista Wydziału Dochodów Państwowych Wydziału Finansowania Gospodarstwa Wiejskiego, zastępca kierownika Wydziału Budżetowego, kierownik Wydziału Stanowego Mińskiego Obwodowego Wydziału Finansowego. W latach 1980–1982 był zastępcą kierownika urzędu – kierownikiem Wydziału Finansowania Organów Administracji Państwowej, zastępcą kierownika urzędu – kierownikiem Wydziału Stanów i Rozchodów Urzędu Stanowego Ministerstwa Finansów Białoruskiej SRR. W latach 1982–1987 pełnił funkcję zastępcy kierownika, a w latach 1987–1991 – kierownika Urzędu Finansowania Sfery Socjalnej Ministerstwa Finansów Białoruskiej SRR. W latach 1991–1992 pełnił funkcję zastępcy ministra finansów – kierownika Urzędu Finansowania Sfery Nieprodukcyjnej i Ochrony Socjalnej Ludności. Od czerwca 1992 do lutego 1996 pracował jako zastępca przewodniczącego Izby Kontrolnej Republiki Białorusi. W 1996 roku został pierwszym zastępcą przewodniczącego zarządu Narodowego Banku Republiki Białorusi. 23 lipca 1997 został zwolniony z tego stanowiska i mianowany ministrem finansów oraz członkiem Prezydium Rady Ministrów Republiki Białorusi. 6 października 2000 roku został przedstawicielem państwa w Banku Oszczędnościowym „Biełarusbank”. Zgodnie z Konstytucją 21 września 2001 roku Rada Ministrów złożyła dymisję, ale już 24 września Mikałaj Korbut został ponownie wyznaczony przez prezydenta na stanowisko ministra finansów. W marcu 2008 roku przeszedł ciężki zawał mięśnia sercowego. 14 sierpnia 2008 roku został zwolniony ze stanowiska.

## Odznaczenia
- Order Honoru[2]

## Życie prywatne
Mikałaj Korbut jest żonaty, ma dwóch synów. Zajmuje się sportem, od 1998 roku jest prezesem Białoruskiej Federacji Gimnastyki.